# Tenuipalponychus tabebuiae
Tenuipalponychus tabebuiae är en spindeldjursart som först beskrevs av Flechtmann 1971.  Tenuipalponychus tabebuiae ingår i släktet Tenuipalponychus och familjen Tetranychidae. Inga underarter finns listade i Catalogue of Life.